# 本格ミステリ・マスターズ
本格ミステリ・マスターズ（ほんかくミステリマスターズ）は、株式会社文藝春秋が2002年8月から刊行している推理小説の叢書。

## 概要
株式会社文藝春秋の創業80周年記念事業の1つとして始まった。装丁は四六判上製。
綾辻行人、笠井潔、北村薫、二階堂黎人の4人が編纂委員をしている。執筆者はすでにミステリ作家としてキャリアのある作家を中心に人選されている。
歌野晶午『葉桜の季節に君を想うということ』は第4回本格ミステリ大賞を受賞している。

## 執筆者・刊行リスト
既刊18冊。著者名五十音順。
- 愛川晶 - 『六月六日生まれの天使』（2005年5月）
- 芦辺拓 - 『紅楼夢の殺人』（2004年5月）
- 我孫子武丸 - 『弥勒の掌』（2005年4月）
- 歌野晶午 - 『葉桜の季節に君を想うということ』（2003年3月）
- 太田忠司 - 『月読』（2005年1月）
- 奥泉光 - 『モーダルな事象』（2005年7月）
- 折原一 - 『倒錯のオブジェ』（2002年10月）
- 恩田陸 - 『夏の名残りの薔薇』（2004年9月）
- 笠井潔 - 『魔』（2003年9月）
- 加納朋子 - 『虹の家のアリス』（2002年10月）
- 北村薫 - 『街の灯』（2003年1月）
- 小森健太朗 - 『Gの残影』（2003年3月）
- 近藤史恵 - 『二人道成寺』（2004年3月）
- 島田荘司 - 『魔神の遊戯』（2002年8月）
- 柄刀一 - 『凍るタナトス』（2002年8月）
- 二階堂黎人 - 『猪苗代マジック』（2003年7月）
- 西澤保彦 - 『神のロジック　人間のマジック』（2003年5月）
- 山田正紀 - 『僧正の積木唄』（2002年8月）

## 関連書
- 『本の話』2003年10月号 十五年目の新本格ミステリ（本格ミステリマスターズ特集）